# Protohermes decemmaculatus
Protohermes decemmaculatus là một loài côn trùng trong họ Corydalidae thuộc bộ Megaloptera. Loài này được Walker miêu tả năm 1860.